# Planipapillus gracilis
Planipapillus gracilis är en klomaskart som beskrevs av Reid 2000. Planipapillus gracilis ingår i släktet Planipapillus och familjen Peripatopsidae. Inga underarter finns listade i Catalogue of Life.